# Hyoja-dong, Jeonju
Hyoja-dong (koreanska: 효자동) är en stadsdel i staden Jeonju i provinsen Norra Jeolla  i den centrala delen av Sydkorea, 200 km söder om huvudstaden Seoul. Den ligger i stadsdistriktet Wansan-gu.

## Indelning
Administrativt är Hyoja-dong indelat i:
| Namn    | Namn              | Yta km² | Invånare 31 dec 2020 |
| ------- | ----------------- | ------- | -------------------- |
| 효자1동 | Hyoja 1(il)-dong  | 1,02    | 11 158               |
| 효자2동 | Hyoja 2(i)-dong   | 0,84    | 10 354               |
| 효자3동 | Hyoja 3(sam)-dong | 0,75    | 14 927               |
| 효자4동 | Hyoja 4(sa)-dong  | 7,75    | 41 811               |
| 효자5동 | Hyoja 5(o)-dong   | 6,34    | 36 969               |